# Bronsil Castle

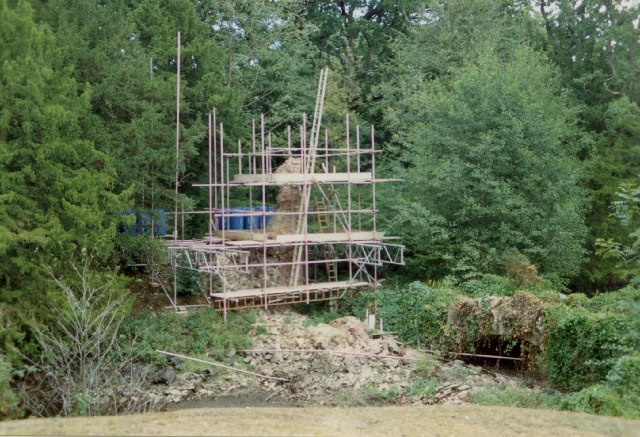
Überreste von Bronsil Castle. 2005 wurde versucht, die Überreste zu sichern.

Bronsil Castle ist die Ruine eines befestigten Herrenhauses etwa 1,6 km östlich des Dorfes Eastnor in der englischen Grafschaft Herefordshire.
Erstmals wird Bronsil Castle etwa 1240 urkundlich erwähnt, aber diese Quelle enthält keine Beschreibung des Aufbaus. 1449 und nochmals 1460 erhielt Richard Beauchamp, Schatzmeister König Heinrichs VI., die königliche Erlaubnis, sein Haus zu befestigen (engl.: „Licence to Crenellate“). 1644, während des englischen Bürgerkrieges, wurde das Haus von dem Parlamentaristen eingenommen und niedergebrannt.
Bis heute ist nur noch wenig von dem Haus erhalten, nur Reste des Turms. Allerdings stürzte 1990 ein Teil davon ein. 2005 wurden Bemühungen zur Sicherung der Substanz unternommen.